# Praskov'ja Ivanovna Kovaleva

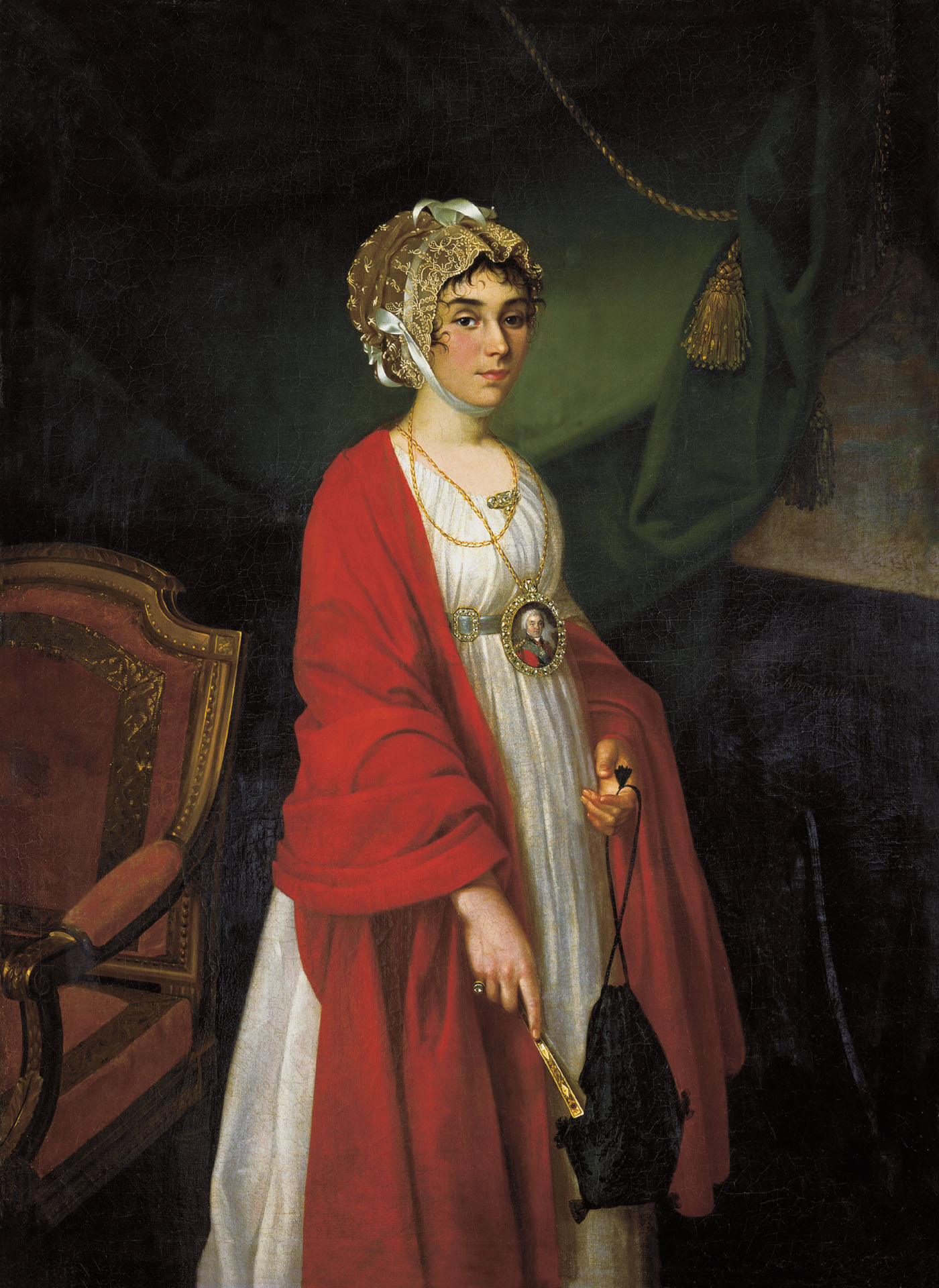
Nikolaj Argunov (1771 – c. 1829): ritratto di Praskov'ja Ivanovna Kovalëva, 1803. Il pendente della sua collana mostra una miniatura del ritratto di suo marito Nikolaj Petrovič Šeremetev

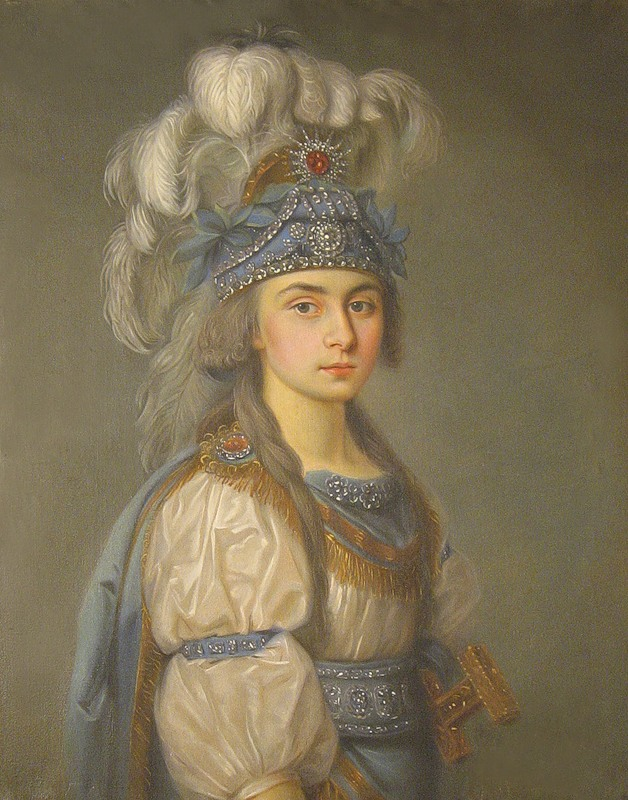
Praskov'ja Ivanovna Kovalëva nel costume di scena de Les mariages samnites di André Ernest Modeste Grétry

Praskov'ja Ivanovna Kovalëva (nota anche come Žemčugova-Kovalëva-Šeremeteva o semplicemente Šeremeteva, dal nome della famiglia nobile che l'accolse in casa per educarla, gli Šeremetev (in lingua russa Прасковья Ивановна Жемчугова, Ковалёва, Шереметева); 20 luglio 1768 – 23 febbraio 1803) è stata un'attrice teatrale e soprano russa.

## Biografia
Praskov'ja fu una delle migliori cantanti d'opera nel XVIII secolo in Russia. Nacque nella famiglia di un servo, di professione fabbro, di nome Ivan Gorbunov (noto anche come Kovalëv) probabilmente nella proprietà Voščažnikovo nella provincia di Jaroslavl'. Praskov'ja e la sua famiglia appartenevano agli Šeremetev, una delle più ricche e nobili famiglie di Russia del tempo. Da adolescente si spostò, con la sua famiglia, alla proprietà di Kuskovo fuori Mosca. Subito dopo venne presa, assieme alla sua famiglia, come serva della principessa Martha Dolgorukaja, una parente del suo padrone, conte Pëtr Borisovič Šeremetev, che viveva nella magione.
Dotata di una bella voce, Praskov'ja venne fatta studiare canto per poter far parte della compagnia d'opera del conte Pëtr e di suo figlio, Nikolaj Petrovič Šeremetev. Debuttò sulle scene nel 1779 al teatro dei servi di Kuskovo nel ruolo della serva Gubert nell'opera comica L'Amitié à l'épreuve di André Grétry. A seguito del successo, le fu assegnato il ruolo della protagonista Belinda nell'opera di Antonio Sacchini, La colonie. Nel 1780 apparve per la prima volta con il nome di Žemčugova, "La perla", (žemčug significa "pearla" in russo). Le altre stelle della compagnia avevano dei nomi d'arte: Arina "Lo zaffiro", Fekla "Il turchese", Tat'jana "Il granato", Nikolaj "Il marmo", Andrej "La pietra focaia", etc.
Dopo il ruolo di Belinda, Praskov'ja venne promossa al ruolo di prima attrice del teatro. All'età di 17 anni, sapeva leggere e scrivere fluentemente francese e italiano, suonare l'arpa e il clavicordo, ed era riconosciuta, dai contemporanei, per le sue capacità d'operista e attrice drammatica.
In una carriera durata almeno un ventennio, Praskov'ja cantò in almeno una dozzina di opere, e tra queste in Le déserteur e Aline, reine de Golconde di Monsigny, L'infante de Zamora di Paisiello, Le Devin du village di Jean-Jacques Rousseau e La buona figliuola maritata di Piccinni.
Il suo ruolo più importante fu quello di Eliane in Les Mariages samnites di Grétry. Cantando la parte, per la prima volta, nel 1785, Praskov'ja cantò Eliane per 12 anni — la prima nella storia del teatro dei servi. Nel 1787 cantò nel ruolo di Eliane a Kuskovo alla presenza della zarina Caterina II ed il suo seguito. Caterina rimase così impressionata dell'esibizione che chiese di incontrare Praskov'ja e le donò un anello di brillanti.
Alla metà degli anni 1780, la Praskovya divenne l'amante del conte Nikolaj Petrovič Šeremetev. Nikolaj era l'impresario del teatro di famiglia, e provvide all'istruzione canora di Praskov'ja nel corso degli anni, innamorandosi della giovane stella della compagnia. Le circostanze che circondano i primi anni della loro relazione, peraltro gran parte della vita di Praskov'ja, sono sconosciute. Dopo la morte del padre di Nikolaj, nel 1788, egli e Praskov'ja crearono una casa privata in un angolo appartato della tenuta di Kuskovo. La loro relazione, poco ortodossa, divenne presto oggetto di pettegolezzi tra la società aristocratica.
Nel 1795 Praskov'ja, Nikolaj e la compagnia teatrale si spostarono da Kuskovo ad Ostankino, un nuovo palazzo costruito a nord di Mosca, con un grande teatro opera al suo interno. Il 1795 fu l'anno della prima di Zel'mira e Smelon, o la Cattura di Izmaïl (di Osip Kozlovskij su libretto di Pavel Potëmkin); Praskov'ja ricoprì il ruolo della prigioniera turca Zel'mira, cantando per Stanisław August Poniatowski, l'ultimo re di Polonia.
Al culmine della fioritura del teatro, alla fine degli anni 1790, Praskov'ja si ammalò, probabilmente di tisi (tubercolosi), e fu costretta a ritirarsi dalle scene. Alla fine del 1796, Nikolaj fu chiamato alla corte di  Paolo I e Praskov'ja si trasferì con lui a San Pietroburgo.
Anche se vivevano come marito e moglie, Nikolaj e Praskov'ja dovevano mantenere segreta la natura del loro rapporto nella buona società. Era tabù per un aristocratico come Šeremetev accompagnarsi a una serva come Praskov'ja. Nel 1798, Šeremetev emancipò Praskov'ja e poi l'intera famiglia Kovalëv dalla servitù. Comprendendo che la salute della moglie non le avrebbe più permesso di tornare sul palco, chiuse il teatro.
Nel 1801 Nikolaj e Praskov'ja si sposarono a Mosca in stretta segretezza. Come parte del regime, Nikolaj aveva creato una genealogia falsa per Praskov'ja, sostenendo che era discendente da un nobile polacco di nome Kovalevski. Intorno al periodo del matrimonio inviò un falsario in Polonia con una borsa piena di soldi per l'acquisto di una patente di nobiltà da una nobile famiglia.
A pochi mesi dal loro matrimonio Praskov'ja rimase incinta e il 3 febbraio 1803 diede alla luce un figlio, Dmitrij, ma la gravidanza e il parto diedero il colpo di grazia alla sua salute cagionevole e morì il 23 febbraio presso il Palazzo Šeremetev a San Pietroburgo. Poco prima della morte, Nikolaj informò l'imperatore Alessandro I del suo matrimonio e chiese il riconoscimento ufficiale, che gli fu concesso. La notizia del matrimonio scandalizzò la società e fece arrabbiare la famiglia di Nikolaj. I due nipoti di Nikolaj, i fratelli Razumovskij, avevano progettato di ereditare la vasta fortuna del loro zio, e dopo aver sentito che stavano perdendo tutto per il figlio di una serva della gleba, progettarono di uccidere il bambino.
Praskov'ja fu sepolta, con una cerimonia elaborata presso il Monastero di Aleksandr Nevskij con la partecipazione del clero e dei servi dalla famiglia Šeremetev. Nikolaj era troppo sopraffatto dal dolore per partecipare, e la nobiltà rimase lontana per segnalare la sua disapprovazione del matrimonio di Nikolaj.
In memoria della moglie, Nikolaj costruì a Mosca, sulla piazza Sucharevskaja, un grande ospizio per persone ammalate, poveri, orfani che rimase aperto fino alla rivoluzione del 1917. Sotto i sovietici l'ospizio venne chiuso e sostituito da un istituto di ricerca scientifica che prese il nome del medico russo Nikolaj Sklifosovskij.